# Copa Amèrica d'hoquei sobre patins
La Copa Amèrica d'hoquei patins és una competició internacional d'hoquei sobre patins organitzada per la Confederació Sud-americana del Patí (CSP). Es celebra des de l'any 2006 i compta amb el reconeixement del Comitè Internacional d'Hoquei sobre patins (CIRH). Aquest reconeixement com a competició internacional per part del CIRH implica que la reglamentació segueix els cànons internacionals oficials. Malgrat que la competició es digui Amèrica, hi poden participar totes les seleccions membres de la CSP, independentment de si són originàries d'aquest continent, així com qualsevol selecció convidada per la Confederació. Catalunya és l'únic equip de fora d'Amèrica que ha disputat el títol sense ser selecció convidada, gràcies a l'adhesió definitiva a la CSP l'11 de febrer de 2007.
El dissabte 3 de novembre, en ocasió de la Copa Amèrica masculina 2007, els delegats de la CSP es van trobar a Recife, seu del torneig, en una reunió extraordinària per anunciar les pròximes seus de la Copa Amèrica. En categoria masculina es va fer públic les eleccions de l'Argentina 2008, Catalunya 2010, Colòmbia 2012 i Xile 2014. En categoria femenina es va anunciar Brasil 2011, tot recordant que el 2009 se celebrarà a Colòmbia, tal com ja es va anunciar en finalitzar la Copa Amèrica femenina 2007. L'any 2009, davant de la impossibilitat de Colòmbia d'organitzar l'esdeveniment, la federació catalana va prendre el relleu amb l'objectiu de fer coincidir l'any 2010, la cita femenina amb la masculina.
La celebració de l'edició masculina de 2012 es va dissenyar originalment per jugar a Santiago de Xile, però al final es va canviar, per jugar al novembre, a la ciutat brasilera de Recife. Un mes abans de la competició, la federació catalana va anunciar que l'equip no podia jugar la Copa perquè el Govern català va decidir no donar suport econòmic a l'equip i, alhora, la federació argentina va anunciar que no jugarien, ja que tenien problemes interns. En veure que els dos equips més rellevants no arribaven a l'esdeveniment, es va cancel·lar. D'altra banda, la ciutat uruguaiana de Montevideo va ser seleccionada com a amfitriona de l'edició femenina de 2013, però la celebració d'aquest esdeveniment no va ser possible pels mateixos problemes.

## Historial

### Categoria masculina
| En negreta = Selecció campionar (prò.) = Pròrroga (p.) = Penals |

| I detalls   | 2007 | Argentina | 4–2 | Catalunya | Brasil | 8–1  | Xile   | Recife       | [ 2 ] |
| II detalls  | 2008 | Argentina | 4–3 | Catalunya | Xile   | 5–1  | Brasil | Buenos Aires | [ 3 ] |
| III detalls | 2010 | Catalunya | 3–0 | Argentina | Brasil | 11–3 | Xile   | Vic          | [ 4 ] |

### Categoria femenina
| Edició      | Any  | Seu                     | Campió    | 2n classificat | 3r classificat | 4t classificat |
| ----------- | ---- | ----------------------- | --------- | -------------- | -------------- | -------------- |
| I detalls   | 2006 | Santiago de Xile (Xile) | Argentina | Xile           | Catalunya      | Colòmbia       |
| II detalls  | 2007 | Santiago de Xile (Xile) | Xile      | Catalunya      | Brasil         | Estats Units   |
| III detalls | 2010 | Vic (Catalunya)         | Argentina | Catalunya      | Xile           | Alemanya       |
| IV detalls  | 2011 | Sertãozinho (Brasil)    | Catalunya | Xile           | Brasil         | Uruguai        |

## Palmarès

### Categoria masculina
| Equip     | Campionats guanyats |
| --------- | ------------------- |
| Argentina | 2 (2007, 2008)      |
| Catalunya | 1 (2010)            |
| Total     | 3                   |

### Categoria femenina
| Equip     | Campionats guanyats |
| --------- | ------------------- |
| Argentina | 2 (2006, 2010)      |
| Xile      | 1 (2007)            |
| Catalunya | 1 (2011)            |
| Total     | 4                   |